# Koryta (powiat łęczycki)
Koryta – wieś w Polsce położona w województwie łódzkim, w powiecie łęczyckim, w gminie Daszyna, 3 km od drogi krajowej nr 1, w pobliżu miasta Łęczyca.
W latach 1975–1998 miejscowość administracyjnie należała do województwa płockiego.
Dawniej położona w ziemi łęczyckiej, woj. łęczyckim do 1793 r., prowincji wielkopolskiej.
W miejscowości działało państwowe gospodarstwo rolne, po prywatyzacji powstała Osada Koryta.

## Historia
Według zapisów w kronice Sławoszewskiej Koryta istniały już w XI wieku. Pierwsze wzmianki o miejscowości w Księgach Sądowych Łęczyckich 1385-1419. 
Etymologia nazwy miejscowości prowadzi w prostej linii od określenia „korytarz” (tu: pomiędzy lasami).
Do potopu szwedzkiego prawdopodobnie własność rodu Korycińskich, później popada w zapomnienie do 1789.
Wieś szlachecka (wł. Ignacy Rudnicki) zasiedlona przez osadników holenderskich ok. 1789 r. W 1789 r. miała 76 mieszkańców i 11 domów. W 1790 r. liczyła jedynie 4 domy.
Po powstaniu styczniowym z części zachodniej majątku powstaje wieś Koryta, wcześniej ocaleni z potopu prawdopodobnie zamieszkiwali pod lasem, przy trakcie z Goszczynna do majątku Koryta, który wcześniej był częścią traktu Łęczyca-Przedecz-Brześć Kujawski, reszta stała się własnością fabrykanckiej rodziny Schlosserów z Ozorkowa, do reformy rolnej w 1945. 
Współcześnie wieś rzędowa usytuowana równoleżnikowo po zachodniej stronie szosy z Włocławka do Łodzi (na północ od Garbalina), z zabudową powojenną po obu stronach drogi. Wieś zatraciła krajobraz kulturowy właściwy dla osadnictwa olęderskiego. Brak materialnych śladów pobytu kolonistów.